# Уимблдонский турнир 2014
Уимблдонский турнир 2014 года — 128-й розыгрыш ежегодного профессионального теннисного турнира серии Большого шлема, проводящегося в Уимблдоне (Лондон, Великобритания) на кортах местного «Всеанглийского клуба лаун-тенниса и крокета». Традиционно выявляются победители соревнования в девяти разрядах: в пяти — у взрослых и четырёх — у старших юниоров.
Матчи основных сеток прошли с 23 июня по 6 июля. Соревнование традиционно завершало основной сезон турниров серии на данном покрытии.
Прошлогодние победители среди взрослых:
- мужчины, одиночный разряд —  Энди Маррей
- женщины, одиночный разряд —  Марион Бартоли
- мужчины, парный разряд —  Боб Брайан и  Майк Брайан
- женщины, парный разряд —  Се Шувэй и  Пэн Шуай
- смешанный парный разряд —  Даниэль Нестор и  Кристина Младенович

## Соревнования

### Взрослые

#### Мужчины. Одиночный разряд
Новак Джокович обыграл  Роджера Федерера со счётом 6-7(7), 6-4, 7-6(4), 5-7, 6-4.
- Джокович выигрывает свой 1-й титул в сезоне и 7-й за карьеру на турнирах Большого шлема.
- Федерер уступает свой 1-й финал в сезоне и 8-й за карьеру на турнирах Большого шлема.

#### Женщины. Одиночный разряд
Петра Квитова обыграла  Эжени Бушар со счётом 6-3, 6-0.
- Квитова выиграла свой 1-й титул в сезоне и 2-й за карьеру на турнирах Большого шлема.
- Бушар впервые в карьере пробилась в финал турнира Большого шлема.

#### Мужчины. Парный разряд
Вашек Поспишил /  Джек Сок обыграли  Боба Брайана /  Майка Брайана со счётом 7-6(5), 6-7(3), 6-4, 3-6, 7-5.
- Поспишил выиграл свой дебютный финал в основном туре ассоциации.
- Сок выиграл свой 1-й титул в сезоне и 2-й за карьеру в основном туре ассоциации.

#### Женщины. Парный разряд
Сара Эррани /  Роберта Винчи обыграли  Тимею Бабош /  Кристину Младенович со счётом 6-1, 6-3.
- Итальянки впервые в карьере выиграли британский турнир Большого шлема, оформив т. н. «карьерный» Большой шлем в женском парном разряде (хотя бы одна победа на любом турнире Большого шлема в этом разряде за карьеру в протуре).

#### Смешанный парный разряд
Ненад Зимонич /  Саманта Стосур обыграли  Максима Мирного /  Чжань Хаоцин со счётом 6-4, 6-2.
- Зимонич выигрывает 1-й титул в сезоне и 5-й за карьеру на турнирах Большого шлема.
- Стосур выигрывает 1-й титул в сезоне и 3-й за карьеру на турнирах Большого шлема.

### Юниоры

#### Юноши. Одиночный турнир
Ноа Рубин обыграл  Стефана Козлова со счётом 6-4, 4-6, 6-3.
- Представитель США становиться сильнейшим в турнире впервые с 2007 года.

#### Девушки. Одиночный турнир
Елена Остапенко обыграла  Кристину Шмидлову со счётом 2-6, 6-3, 6-0.
- Латвия стала шестой страной на постсоветском пространстве, представительница которой победила на турнире Большого шлема в этом разряде.

#### Юноши. Парный турнир
Орландо Лус /  Марселу Зорманн обыграли  Стефана Козлова /  Андрея Рублёва со счётом 6-4, 3-6, 8-6.
- Представители Бразилии побеждают на турнире Большого шлема в этом разряде впервые с 1994 года.

#### Девушки. Парный турнир
Тами Гренде /  Е Цююй обаграли  Марию Боузкову /  Далму Галфи со счётом 6-2, 7-6(5).
- Представительница Индонезии выигрывает турнир Большого шлема в этом разряде впервые с 2002 года.
- Представительница Китая выигрывает турнир Большого шлема в этом разряде впервые с 2004 года.